# 利華大樓 (紐約)
利華大樓（英語：Lever House）是美國紐約市的一座摩天大樓，位於公園大道390號，外觀屬於國際風格。該建築由SOM建築設計事務所的戈登·邦沙夫特和纳塔莉·德·布卢瓦設計，作為联合利华子公司Lever Brothers的總部。這座建築是紐約市繼联合国总部大楼之後第二座採用玻璃幕牆的摩天大樓。該建築包含21層辦公樓，底層包含一個庭院和公共空間，
利華大廈的建設，將中城的公園大道從一條磚石公寓樓改建成國際風格的寫字樓。該建築的設計在國際上也具有影響力，被世界各地的其他幾個建築所複製，該建築於1982年被指定為紐約市地標，並於1983年增加到國家史蹟名錄名錄中。聯合利華於1997年將其大部分辦公室從大樓搬出，隨後由阿比·羅森進行翻修，目前利華大樓被用作標準辦公樓使用，大樓擁有多個租戶。

## 外部連結
- Lever House architectural drawings, 1950–1953 （页面存档备份，存于） Held by the Department of Drawings & Archives （页面存档备份，存于）, Avery Architectural & Fine Arts Library, Columbia University
- Lever House Art Collection （页面存档备份，存于）
- Casa Lever （页面存档备份，存于）